# Освобождение Бельгии
Операция по свобождению Бельгии от немецкой оккупации 1940—1945 годов началась 2 сентября 1944 года, когда войска союзников пересекли бельгийскую границу, и завершилась после окончательного отступления немецких войск за пределы королевства зимой 1945 года. Бельгийское правительство было восстановлено в полномочиях 8 сентября 1944 года, спустя четыре дня после освобождения Брюсселя.

## Ход операции
Операция началась 2 сентября 1944 года, после окончания Фалезской операции, когда 21-я группа армий продвигалась на восток и 2-я Канадская дивизия вторглась на территорию оккупированной Бельгии.
Вечером 2 сентября командир 30-го армейского корпуса Брайан Хоррокс проинформировал офицеров гвардейской бронетанковой дивизии в Дуэ о том, что их целью на следующий день будет Брюссель, расположенный в 110 километрах к востоку. Слова Хоррокса были встречены с «восхищённым изумлением». Хотя дивизия понесла определённые потери на пути в Бельгию, немцы всё еще пребывали в смятении после поражения под Фалезом, что позволило британской кавалерии и гренадерской гвардии возглавить наступление, соответственно, на левом и правом флангах при поддержке валлийской и ирландской гвардейских подразделений.
По свидетельствам очевидцев, жители бельгийской столицы «не ожидали, что помощь придёт так скоро», «огромные толпы приветствовали и затрудняли продвижение [войск] освободителей».
4 сентября, столкнувшись с минимальным сопротивлением, к боям присоединилась Валлийская гвардия. В тот же день 2-я армия захватила Антверпен, портовый город на реке Шельде в Северной Бельгии, недалеко от Нидерландов. В последующие недели продолжалась битва за устье Шельды, окончившаяся 8 ноября победой союзников. Антверпен стал первым портом, освобождённым практически в идеальном состоянии, и одним из самых ценных со стратегической точки зрения: глубоководные портовые сооружения не были повреждены. 6 сентября 4-я Канадская бронетанковая дивизия пересекла границы с Бельгией и заняла районы вокруг Ипра и Пашендейля.

### Гентский канал
В период с 9 по 11 сентября 1-я Польская дивизия предприняла попытку захватить контроль над Гентским каналом, что привело к тяжелым потерям среди поляков, столкнувшихся с ожесточённым сопротивлением на труднопроходимой местности. 8 сентября далее вверх по реке, в 5 километрах к югу от Брюгге, 4-я Канадская танковая дивизия начала наступление и совершила прорыв спустя два дня, попав под сильный минометный огонь. Узкая переправа через реку была открыта и медленно расширялась в условиях непрекращающегося сопротивления противника.

### Арденны
В начале сентября 1944 года 1-я армия США под командованием генерала Кортни Ходжеса захватила районы к югу от Брюсселя. Подразделения Соединённых Штатов были рассредоточены на пространстве от южных границ города Льежа до Люксембурга, через Арденны; линия обороны оставалась лишь слегка укреплённой. В период с сентября по 16 декабря Арденский лес был «тихим сектором» — американцы использовали этот район для отдыха утомлённых боями подразделений.
16 декабря началось последнее наступление Германии на Западном фронте, известное как Арденнская операция. Немецкие войска намеревались прорваться через Арденские леса, в то время как 6-я танковая дивизия должна была продвинуться вглубь Бельгии и захватить прибрежный город Антверпен. 5-я танковая армия под командованием немецкого генерала Хассо фон Мантойфеля должна была атаковать подразделения США в данном регионе, а 7-й армии был дан приказ продвигаться на юг, отрезать войска союзников от тыла и создать буферную зону.
Утром 16 декабря двухчасовая артиллерийская бомбардировка Германии поразила союзников своей интенсивностью. Когда началась атака немецких войск, было туманно, и союзники не смогли использовать своё превосходство в воздухе для пополнения наземных подразделений. К 18 декабря, за двухдневный период, немцы продвинулись на 97 километров. К 22-му дню операции погода прояснилась, что позволило союзникам приступить к пополнению войск. Последовали ожесточённые бои, которые закончились в середине января, когда у немецких танковых частей закончились запасы топлива.
Сражение закончилось отступлением немцев. В боевые действия был вовлечён американский контингент общей численностью в 600 000 солдат, что сделало сражение самой крупной наземной битвой, в которой когда-либо сражалась армия США. Потери американцев составили 81 000 солдат убитыми и ранеными. Оценки немецких потерь варьируются от 67 675 до 125 000 убитых, раненых и пропавших без вести.